# تعبير شرطي (برمجة)

مخطط مسار العبارة الشرطية If

مخطط مسار عبارة If-then-else

في علم الحاسوب، العبارات الشرطية أو التعبيرات الشرطية و البناء الشرطي هي من مزايا لغة البرمجة، حيث يؤدوا عمليات وإجراءات مختلفة بحسب تحديد المبرمج للشرط المنطقي المقيد بـ صح أو خطأ. 

## عالم الحاسوب
إن تعليمة if–then (تُدعى في بعض الأحيان  if–then–else) شائعة في الكثير من لغات البرمجة، رغم أن الشكل قد يختلف من لغة برمجة لأخرى، إلا أن الشكل الأساسي يبدو على كالتالي:
```
 
If
 
(
boolean
 
condition
)
 
Then

    
(
consequent
)

 
Else

    
(
alternative
)

 
End
 
If

```

عندما يرى المُفسِّر تعليمة If, فإنه يتوقع شرط منطقي، على سبيل المثال x> 0, أي أن «المتغير x يحوي رقم أكبر من الصفر» – ويقيِّم الشرط. إذا كان الشرط true, أي صحيحاً فيتم تنفيذ العبارة التي تلي then أما إن لم يكن الشرط صحيحاً فيتم تنفيذ الأسطر البرمجية اللاحقة – إما ضمن حقل else  (وهو اختياري عادةً), أو إن لم يكن هناك تعليمة else فيتم تنفيذ التعليمات التي تلي end If.
بعد الانتهاء من اختبار التعبير الشرطي وتنفيذ تعليماته، يعود تدفق التحكم للسطر الذي يلي   end If.
في لغات البرمجة الأولى، خاصة بعض اللغات المتفرعة من بيسيك ضمن الحواسيب المنزلية لثمانينيات القرن الماضي، فعبارة  if–then قد تحوي فقط على عبارات GOTO . مما يؤدي لتنسيق برمجي يصعب قراءته، وهو ما يعرف بـ برمجة سباغيتّي!  البرامج التي تحوي على مثل هذا التنسيق تسمى كود سباغيتّي. ونتيجةً لذلك، فقد كسبت البرمجة المهيكلة _والتي تسمح (افتراضياً) بوضع العبارات العشوائية في حقول ضمن عبارة if _ شعبية واسعة، إلى أن أصبحت معياراً حتى في معظم حلقات برمجة بيسيك.  اعتمدت مثل هذه الطرق والمبادئ على عائلة لغات ألغول القديمة ولكن الأكثر تقدماً آنذاك. وقد أثّرت لغات البرمجة الشبيهة بألغول مثل باسكال وModula-2 على لغات بيسيك الحديثة للعديد من السنوات. وفي حين أنه من الممكن أثناء استخدام عبارة GOTO فقط، ضمن عبارات if-then لكتابة برامج ليست «سباغيتي» ومهيكلة بشكل جيد وقابل للقراءة مثل لغة البرمجة المهيكلة، فإن البرمجة المهيكلة تجعل هذه العملية أسهل وبشكل إجباري. العبارات المهيكلة في عبارات if-then-else كالمثال أعلاه، هي واحدة من العناصر المفتاحية (الأساسية) للبرمجة المهيكلة، وهي موجودة في معظم لغات البرمجة الشهيرة والعالية المستوى مثل سي وجافا وجافا سكريبت وفيجوال بيسيك. 
أحد المشاكل الدقيقة هي أن عبارة else الاختيارية والموجودة في العديد من اللغات تؤدي إلى تنسيق قواعدي مُبهم وغير واضح، حيث يمكن تحليل الشروط المتداخلة بطرق مختلفة، فمثلاً
```
if
 a 
then
 
if
 b 
then
 s 
else
 s2
```

يمكن أن تُفهم بالشكل
```
if
 a 
then
 (
if
 b 
then
 s) 
else
 s2
```

أو
```
if
 a 
then
 (
if
 b 
then
 s 
else
 s2)
```

وذلك بحسب كون elseمرتبطة مع أول if أو ثاني if. يُعرف هذا بمشكلة Dangling else، ويتم حله بطرق عدة وحسب لغة البرمجة.

### Else if
يمكن باستخدام else if, الجمع بين شروط عديدة. وفي هذه الحالة يتم تنفيذ أول شرط يكون صحيحاً، ويتم تجاهل باقي العبارات. 

### تعبيرات If-then-else
تدعم العديد من اللغات تعبيرات if، وهي مشابهة لعبارات if، ولكنها تُعيد قيمة كنتيجة. وبالتالي فهي تعبيرات صحيحة (والتي تُقيِّم مقدار معين) وليست عبارات (والتي تغير مسار البرنامج لتنفيذ بعض أنواع المهام).

#### عائلة ألغول
تسمح ألغول 60 وأفراد أخرى من عائلة ألغول باستخدام if-then-else كتعبير:
```
  myvariable := if x> 10 then 1 else 2
```

#### في فيجوال بيسيك
في فيجوال بيسيك وبعض اللغات الأخرى، هناك وظيفة تدعي IIf والتي يمكن استخدامها كتعبير شرطي. على أية حال فإن هذه الوظيفة لا تسلك سلوك التعبير الشرطي الصحيح وذلك لأنه دائماً يتم تقييم كلا الحالتين الصحيحة والخاطئة، ويتم تجاهل نتيجة أحداهم والنتيجة الأخرى تُعاد من قبل وظيفة IIF.